# Moscow Airways
Moscow Airways war eine russische Fluggesellschaft, die ihren Betrieb im Jahr 1996 eingestellt hat. Das international tätige Unternehmen führte überwiegend touristische Charterflüge und Frachttransporte durch.

## Geschichte
Die staatliche Fluggesellschaft Aeroflot wurde nach dem Zerfall der Sowjetunion im Jahr 1991 umstrukturiert und ihre regionalen Abteilungen als eigenständige Unternehmen ausgelagert. Diese sollten die nationalen Linienflugverbindungen der Aeroflot weiter betreiben und daneben Charterflüge anbieten. Aus der Aufgliederung entstanden zahlreiche neue Fluggesellschaften, unter anderen auch Moscow Airways, deren anfängliche Flotte hauptsächlich aus Flugzeugen des Typs Iljuschin Il-62 bestand, die von der Aeroflot übernommen wurden.
Ab Mitte 1993 firmierte Moscow Airways unter eigenem Namen. Das Unternehmen führte überwiegend touristische Charterflüge im Auftrag des Reiseveranstalters MVL International Travel Agency durch, der zudem Beteiligungen an der Gesellschaft besaß. Der geplante Aufbau eines regionalen Linienflugnetzes, das mit Flugzeugen des Typs Berijew Be-32 betrieben werden sollte, konnte nicht realisiert werden. Stattdessen setzte die Gesellschaft in Ergänzung zu den Charterdiensten eine Iljuschin Il-76 auf internationalen Frachtflügen ein, die nach der Übernahme von weiteren Frachtmaschinen der Typen Antonow An-12 und Antonow An-32 ab 1994 vermehrt ausgeführt wurden.
Aufgrund von Sicherheitsbedenken entzog die russische Luftfahrtbehörde dem Unternehmen im September 1995 das Air Operator Certificate. Zuvor hatte die Gesellschaft eine Frachtmaschine des Typs Antonow An-32B mitsamt Besatzung an die Fluggesellschaft Scibe Airlift vermietet und nach Zaire überführt. Dort wurde das Flugzeug ohne Betriebserlaubnis weiterhin eingesetzt. Die Maschine verunglückte am 8. Januar 1996 beim Start und verursachte die Flugzeugkatastrophe von Kinshasa, bei der mindestens 299 Menschen starben.

## Flotte
- Antonow An-12BP
- Antonow An-32B
- Berijew Be-32K (Ein Flugzeug wurde in Farben der Gesellschaft lackiert und auf Luftfahrtmessen gezeigt, aber nicht von dieser übernommen.)
- Iljuschin Il-62M
- Iljuschin Il-76TD
- Iljuschin Il-86
- Tupolew Tu-154B-2[7]